# Tour de Romandie 2017
71. edycja wyścigu kolarskiego Tour de Romandie odbyła się w dniach 25–30 kwietnia 2017 roku. Liczyła sześć etapów, o łącznym dystansie 682,98 km. Wyścig zaliczany był do rankingu światowego UCI World Tour 2017.

## Uczestnicy
Na starcie wyścigu stanęło 19 ekip. Wśród nich znalazło się wszystkie osiemnaście ekip UCI World Tour 2017 oraz jedna zaproszona przez organizatorów.
| Numery | Kod | Drużyna            |
| ------ | --- | ------------------ |
| 1-8    | MOV | Movistar Team      |
| 11-18  | QST | Quick-Step Floors  |
| 21-28  | BMC | BMC Racing Team    |
| 31-38  | ORS | Orica-Scott        |
| 41-48  | SKY | Team Sky           |
| 51-58  | TFS | Trek-Segafredo     |
| 61-68  | BOH | Bora-Hansgrohe     |
| 71-78  | SUN | Team Sunweb        |
| 81-88  | CDT | Cannondale-Drapac  |
| 91-98  | TLJ | Team LottoNL-Jumbo |

| Numery  | Kod | Drużyna              |
| ------- | --- | -------------------- |
| 101-108 | KAT | Team Katusha-Alpecin |
| 111-118 | LTS | Lotto Soudal         |
| 121-128 | TBM | Bahrain-Merida       |
| 131-138 | ALM | Ag2r-La Mondiale     |
| 141-148 | FDJ | FDJ                  |
| 151-158 | UAD | UAE Team Emirates    |
| 161-168 | AST | Astana Pro Team      |
| 171-178 | DDD | Dimension Data       |
| 181-188 | WGG | Wanty-Groupe Gobert  |

## Etapy
| Etap   | Data        | Start – Meta       | km    | Typ         | Zwycięzca etapu  | Lider         |
| ------ | ----------- | ------------------ | ----- | ----------- | ---------------- | ------------- |
| Prolog | 25 kwietnia | Aigle              | 4,8   | ITT         | Fabio Felline    | Fabio Felline |
| 1.     | 26 kwietnia | Aigle – Champéry   | 173,3 | Górski      | Michael Albasini | Fabio Felline |
| 2.     | 27 kwietnia | Aigle – Bulle      | 136,5 | Pagórkowaty | Stefan Küng      | Fabio Felline |
| 3.     | 28 kwietnia | Payerne – Payerne  | 187,0 | Pagórkowaty | Elia Viviani     | Fabio Felline |
| 4.     | 29 kwietnia | Domdidier – Leysin | 163,5 | Górski      | Simon Yates      | Simon Yates   |
| 5.     | 30 kwietnia | Lozanna            | 17,88 | ITT         | Primož Roglič    | Richie Porte  |

### Prolog - 25.04: Aigle, 4,8 km
| #   | Zawodnik            | Zespół | Czas   |
| --- | ------------------- | ------ | ------ |
| 1.  | Fabio Felline       | TFS    | 5' 57" |
| 2.  | Alex Dowsett        | MOV    | + 2"   |
| 3.  | Alexander Edmondson | ORS    | + 7"   |
|     |                     |        |        |
| 97. | Paweł Poljański     | BOH    | + 32"  |

| #   | Zawodnik            | Zespół | Czas   |
| --- | ------------------- | ------ | ------ |
| 1.  | Fabio Felline       | TFS    | 5' 57" |
| 2.  | Alex Dowsett        | MOV    | + 2"   |
| 3.  | Alexander Edmondson | ORS    | + 7"   |
|     |                     |        |        |
| 97. | Paweł Poljański     | BOH    | + 32"  |

### Etap 1 - 26.04: Aigle – Champéry, 173,3 km
| #   | Zawodnik         | Zespół | Czas       |
| --- | ---------------- | ------ | ---------- |
| 1.  | Michael Albasini | ORS    | 4h 33' 10" |
| 2.  | Diego Ulissi     | UAE    | + 0"       |
| 3.  | Jesús Herrada    | MOV    | + 0"       |
|     |                  |        |            |
| 62. | Paweł Poljański  | BOH    | + 32"      |

| #   | Zawodnik              | Zespół | Czas       |
| --- | --------------------- | ------ | ---------- |
| 1.  | Fabio Felline         | TFS    | 4h 39' 07" |
| 2.  | Maximilian Schachmann | QST    | + 8"       |
| 3.  | Jesús Herrada         | MOV    | + 8"       |
|     |                       |        |            |
| 63. | Paweł Poljański       | BOH    | + 1' 04"   |

### Etap 2 - 27.04: Aigle – Bulle, 136,5 km
| #   | Zawodnik        | Zespół | Czas       |
| --- | --------------- | ------ | ---------- |
| 1.  | Stefan Küng     | BMC    | 3h 33' 15" |
| 2.  | Andrij Hriwko   | AST    | + 0"       |
| 3.  | Sonny Colbrelli | TBM    | + 20"      |
|     |                 |        |            |
| 31. | Paweł Poljański | BOH    | + 20"      |

| #   | Zawodnik              | Zespół | Czas       |
| --- | --------------------- | ------ | ---------- |
| 1.  | Fabio Felline         | TFS    | 8h 12' 42" |
| 2.  | Maximilian Schachmann | QST    | + 8"       |
| 3.  | Jesús Herrada         | MOV    | + 8"       |
|     |                       |        |            |
| 61. | Paweł Poljański       | BOH    | + 1' 04"   |

### Etap 3 - 28.04: Payerne – Payerne, 187 km
| #   | Zawodnik            | Zespół | Czas       |
| --- | ------------------- | ------ | ---------- |
| 1.  | Elia Viviani        | SKY    | 4h 27' 42" |
| 2.  | Sonny Colbrelli     | TBM    | + 0"       |
| 3.  | Michael Schwarzmann | BOH    | + 0"       |
|     |                     |        |            |
| 34. | Paweł Poljański     | BOH    | + 0"       |

| #   | Zawodnik              | Zespół | Czas        |
| --- | --------------------- | ------ | ----------- |
| 1.  | Fabio Felline         | TFS    | 12h 40' 24" |
| 2.  | Maximilian Schachmann | QST    | + 8"        |
| 3.  | Jesús Herrada         | MOV    | + 8"        |
|     |                       |        |             |
| 61. | Paweł Poljański       | BOH    | + 1' 04"    |

### Etap 4 - 29.04: Domdidier – Leysin, 163,5 km
| #   | Zawodnik         | Zespół | Czas       |
| --- | ---------------- | ------ | ---------- |
| 1.  | Simon Yates      | ORS    | 4h 10' 03" |
| 2.  | Richie Porte     | BMC    | + 0"       |
| 3.  | Emanuel Buchmann | BOH    | + 30"      |
|     |                  |        |            |
| 47. | Paweł Poljański  | BOH    | + 2' 12"   |

| #   | Zawodnik         | Zespół | Czas        |
| --- | ---------------- | ------ | ----------- |
| 1.  | Simon Yates      | ORS    | 16h 50' 35" |
| 2.  | Richie Porte     | BMC    | + 19"       |
| 3.  | Emanuel Buchmann | BOH    | + 38"       |
|     |                  |        |             |
| 49. | Paweł Poljański  | BOH    | + 3' 08"    |

### Etap 5 - 30.04: Lozanna, 17,88 km
| #   | Zawodnik           | Zespół | Czas     |
| --- | ------------------ | ------ | -------- |
| 1.  | Primož Roglič      | TLJ    | 24' 58"  |
| 2.  | Richie Porte       | BMC    | + 8"     |
| 3.  | Tejay van Garderen | BMC    | + 34"    |
|     |                    |        |          |
| 62. | Paweł Poljański    | BOH    | + 2' 15" |

| #   | Zawodnik        | Zespół | Czas        |
| --- | --------------- | ------ | ----------- |
| 1.  | Richie Porte    | BMC    | 17h 16' 00" |
| 2.  | Simon Yates     | ORS    | + 21"       |
| 3.  | Primož Roglič   | TLJ    | + 26"       |
|     |                 |        |             |
| 46. | Paweł Poljański | BOH    | + 4' 56"    |

## Liderzy klasyfikacji po etapach
| Etap                 | Zwycięzca            | Klasyfikacja generalna | Klasyfikacja punktowa | Klasyfikacja górska | Klasyfikacja młodzieżowa | Klasyfikacja drużynowa |
| -------------------- | -------------------- | ---------------------- | --------------------- | ------------------- | ------------------------ | ---------------------- |
| Prolog               | Fabio Felline        | Fabio Felline          | Fabio Felline         | –                   | Alexander Edmondson      | Movistar Team          |
| 1                    | Michael Albasini     | Fabio Felline          | Fabio Felline         | Simon Yates         | Maximilian Schachmann    | Movistar Team          |
| 2                    | Stefan Küng          | Fabio Felline          | Stefan Küng           | Sander Armée        | Maximilian Schachmann    | Movistar Team          |
| 3                    | Elia Viviani         | Fabio Felline          | Stefan Küng           | Sander Armée        | Maximilian Schachmann    | Movistar Team          |
| 4                    | Simon Yates          | Simon Yates            | Stefan Küng           | Sander Armée        | Pierre-Roger Latour      | Orica-Scott            |
| 5                    | Primož Roglič        | Richie Porte           | Stefan Küng           | Sander Armée        | Pierre-Roger Latour      | Movistar Team          |
| Klasyfikacja końcowa | Klasyfikacja końcowa | Richie Porte           | Stefan Küng           | Sander Armée        | Pierre-Roger Latour      | Movistar Team          |

## Klasyfikacje końcowe

### Klasyfikacja generalna
| M-ce | Zawodnik           | Zespół             | Czas        |
| ---- | ------------------ | ------------------ | ----------- |
| 1.   | Richie Porte       | BMC Racing Team    | 17h 16' 00" |
| 2.   | Simon Yates        | Orica-Scott        | + 21"       |
| 3.   | Primož Roglič      | Team LottoNL-Jumbo | + 26"       |
| 4.   | Fabio Felline      | Trek-Segafredo     | + 51"       |
| 5.   | Jon Izagirre       | Bahrain-Merida     | + 1' 03"    |
| 6.   | Tejay van Garderen | BMC Racing Team    | + 1' 16"    |
| 7.   | Wilco Kelderman    | Team LottoNL-Jumbo | + 1' 21"    |
| 8.   | Bob Jungels        | Quick-Step Floors  | + 1' 22"    |
| 9.   | Jesús Herrada      | Movistar Team      | + 1' 22"    |
| 10.  | Emanuel Buchmann   | Bora-Hansgrohe     | + 1' 24"    |
|      |                    |                    |             |
| 46.  | Paweł Poljański    | Bora-Hansgrohe     | + 4' 56"    |

| M-ce | Zawodnik      | Zespół            | Punkty |
| ---- | ------------- | ----------------- | ------ |
| 1.   | Sander Armee  | Lotto Soudal      | 67     |
| 2.   | Simon Yates   | Orica-Scott       | 50     |
| 3.   | Mikaël Cherel | Ag2r-La Mondiale  | 22     |
| 4.   | Simon Clarke  | Cannondale-Drapac | 19     |
| 5.   | Richie Porte  | BMC Racing Team   | 16     |

| M-ce | Zawodnik            | Zespół             | Punkty |
| ---- | ------------------- | ------------------ | ------ |
| 1.   | Stefan Küng         | BMC Racing Team    | 66     |
| 2.   | Fabio Felline       | Trek-Segafredo     | 65     |
| 3.   | Alexander Edmondson | Orica-Scott        | 58     |
| 4.   | Primož Roglič       | Team LottoNL-Jumbo | 51     |
| 5.   | Richie Porte        | BMC Racing Team    | 50     |

| M-ce | Zawodnik              | Zespół            | Czas        |
| ---- | --------------------- | ----------------- | ----------- |
| 1.   | Pierre-Roger Latour   | Ag2r-La Mondiale  | 17h 17' 44" |
| 2.   | Maximilian Schachmann | Quick-Step Floors | + 14"       |
| 3.   | Jack Haig             | Orica-Scott       | + 36"       |
| 4.   | Richard Carapaz       | Movistar Team     | + 1' 32"    |
| 5.   | David Gaudu           | FDJ               | + 1' 34"    |

| M-ce | Zespół               | Czas        |
| ---- | -------------------- | ----------- |
| 1.   | Movistar Team        | 51h 51' 49" |
| 2.   | Orica-Scott          | + 5"        |
| 3.   | Quick-Step Floors    | + 1' 13"    |
| 4.   | BMC Racing Team      | + 1' 53"    |
| 5.   | Team Katusha-Alpecin | + 2' 59"    |